# Kevin Iannotta
Kevin Iannotta (Monaco di Baviera, 13 febbraio 1993) è un attore tedesco.
Fratello maggiore dell'attore Sandro Iannotta, ha recitato nella serie di film La tribù del pallone nel ruolo di Joschka.
La serie è attualmente trasmessa dai seguenti canali italiani: Sky Cinema 1, Sky Cinema +1, e Sky Cinema +24.

## Filmografia
| Anno | Titolo                                                                               | Ruolo   | Note |
| ---- | ------------------------------------------------------------------------------------ | ------- | ---- |
| 2002 | La Tribù del Pallone - Sfida agli Invincibili (Die Wilden Kerle)                     | Joschka |      |
| 2005 | La Tribù del Pallone 2 - Uno Stadio Per La Tribù (Die Wilden Kerle 2)                | Joschka |      |
| 2006 | La Tribù del Pallone 3 - Tutti per Uno (Die Wilden Kerle 3)                          | Joschka |      |
| 2007 | La Tribù del Pallone 4 - Alla Conquista della Coppa (Die Wilden Kerle 4)             | Joschka |      |
| 2008 | La Tribù del Pallone - L'Ultimo Goal (DWK 5 – Die Wilden Kerle: Hinter dem Horizont) | Joschka |      |